# Snowflake (EP)
Snowflake es el tercer EP del grupo femenino de Corea del Sur GFriend. Fue lanzado por Source Music el 25 de enero de 2016 y distribuido por LOEN Entertainment. El álbum contiene siete canciones, incluido el sencillo «Rough» y dos pistas instrumentales.
El álbum debutó en el número 2 en la lista Gaon Album Chart y vendió más de 33.000 unidades.

## Antecedentes y lanzamiento
El tercer EP de GFriend fue muy esperado después de que el grupo ganara el premio a Novato del Año en los Golden Disk Awards y el de Mejor Artista Nueva Femenina en los Melon Music Awards por sus exitosos sencillos «Glass Bead» y «Me Gustas Tu». El título del álbum, Snowflake, y la lista de canciones se revelaron el 14 de enero de 2016. Fue lanzado el 25 de enero de 2016, tanto en CD como en formato digital. El sencillo principal, «Rough», es la última canción de la "serie escolar" del grupo y representa el final de un año escolar. Mantuvieron su concepto de "poderoso-inocente", vistiendo uniformes escolares y mostrándose «feroces y poderosas perfectamente sincronizadas».
El vídeo musical que acompaña a «Rough» se inspiró en la película de anime The Girl Who Leapt Through Time. Fue producido por Zanybros y dirigido por Hong Won-ki.

## Composición y letras
El álbum se abre con una pista de introducción dramática, «Snowflake». El sencillo principal, «Rough», es una pista de baile descrita como «lírica, pegadiza y melódica» con «ritmos poderosos y letras emocionales». Su título en coreano se traduce literalmente como "Corriendo a través del tiempo", y la letra trata sobre el deseo de una niña de "correr a través del tiempo y crecer" para poder estar con la persona que ama. «Say My Name» presenta batería, guitarra acústica y riffs de sintetizador. «Luv Star» es una canción de baile de medio tempo con instrumentación de cuerdas, mientras que «Someday» se describió como una «canción de alegría enérgica». «Trust» es una balada pop también de medio tempo que retrata la historia de amor de una chica tímida pero seria. «Rough» y «Say My Name» fueron escritas por Iggy y Seo Yong-bae, quienes también escribieron los dos sencillos anteriores de GFriend. Seo es un productor interno en Rainbow Bridge World.

## Promoción
Horas después del lanzamiento del álbum, el grupo realizó una presentación en AXE Korea en Gwangjin-gu, Seúl, que se transmitió en vivo a través de la aplicación V Live de Naver. Interpretaron canciones del álbum por primera vez en el showcase. Luego, el grupo promocionó el álbum con presentaciones de «Rough» en varios programas de música de Corea del Sur, comenzando con The Show de SBS MTV el 26 de enero de 2016. En su segunda semana de promoción, la canción ganó el primer lugar en todos los programas musicales. Para el 28 de febrero, «Rough» había ganado un total de 15 trofeos de programas musicales, incluidas triples coronas en M! Countdown, Music Bank, Show Champion e Inkigayo. Con estas victorias, GFriend ocupó el segundo lugar en número de victorias de un grupo femenino con una sola canción, detrás de las 17 victorias de Apink por «Luv».

## Recepción

### Comentarios de la crítica
Won Ho-jung de The Korea Herald dijo que el estilo musical del álbum es similar al K-pop de finales de la década de 1990 y 2000, y puede atraer a los fanáticos que todavía quieren la «sensación de estilo antiguo» de los grupos de ídolos pop coreanos clásicos. Won describió «Rough» y «Say My Name» como poderosas y dramáticas, y «Luv Star» y «Someday» como adorables y azucaradas. Won señaló que las miembros pueden cambiar hábilmente entre «voces potentes y altísimas» y «voces nasales cursis» para los dos tipos de canciones. En general, Won dijo que el álbum «demuestra el potencial de GFriend para ir más allá del cliché del concepto de colegiala y hacer algo interesante por su cuenta».

### Recibimiento comercial
El álbum ingresó a la lista de Gaon Album Chart en la posición 2, vendiendo 11,165 copias físicas en una semana. También fue el número 10 en la lista Billboard World Albums. Hasta junio de 2016, vendió más de 33,000 copias. Las cinco canciones del álbum tuvieron presencia en la lista Gaon Digital Chart, con «Rough» alcanzando el número 1 en la tercera semana de lanzamiento. «Rough» vendió más de 1,2 millones de descargas digitales hasta mayo de 2016. Durante el mes de enero de 2016, el vídeo musical de «Rough» fue el tercer vídeo musical de K-pop más visto a nivel mundial.

## Lista de canciones
| CD    |                                  |                    |                             |                          |          |  |
| N.º   | Título                           | Letras             | Música                      | Arreglos                 | Duración |  |
| 1.    | «Snowflake (Intro)»              |                    | Hong Beom-gyu, Kim Woong    | Hong Beom-gyu, Kim Woong | 1:16     |  |
| 2.    | «Rough (시간을 달려서)»          | Iggy, Seo Yong-bae | Iggy, Seo Yong-bae          | Iggy, Seo Yong-bae       | 3:29     |  |
| 3.    | «Say My Name (내 이름을 불러줘)» | Iggy, Seo Yong-bae | Iggy, Seo Yong-bae          | Iggy, Seo Yong-bae       | 3:08     |  |
| 4.    | «Luv Star (사랑별)»              | E.ONE              | E.ONE                       | E.ONE, Jo Jae-seok       | 3:08     |  |
| 5.    | «Someday (그런 날엔)»            | Heuk Tae           | Heuk Tae, Jun Ta, Park Chan | Heuk Tae, Park Chan      | 3:37     |  |
| 6.    | «Trust»                          | No Ju-hwan         | No Ju-hwan, Lee Won-jong    | No Ju-hwan, Lee Won-jong | 3:35     |  |
| 7.    | «Rough» (Instrumental)           |                    | Iggy, Seo Yong-bae          | Iggy, Seo Yong-bae       | 3:29     |  |
| 21:42 |                                  |                    |                             |                          |          |  |

## Reconocimientos

### Premios y nominaciones
| Año  | Evento             | Premio        | Resultado | Ref.   |
| ---- | ------------------ | ------------- | --------- | ------ |
| 2016 | Melon Music Awards | Álbum del año | Nominado  | [ 20 ] |

## Posicionamiento en listas
| Lista (2016)                            | Mejor posición |
| --------------------------------------- | -------------- |
| Corea del Sur (Gaon Album Chart)        | 2              |
| Estados Unidos (Billboard World Albums) | 10             |

| Lista (2016)                     | Mejor posición |
| -------------------------------- | -------------- |
| Corea del Sur (Gaon Album Chart) | 7              |

## Historial de lanzamiento
| País          | Fecha               | Formato                         | Sello                            |
| ------------- | ------------------- | ------------------------------- | -------------------------------- |
| Corea del Sur | 25 de enero de 2016 | CD, descarga digital, streaming | Source Music, LOEN Entertainment |